# (98825) Maryellen
(98825) Maryellen (2000 YF139) – planetoida z pasa głównego asteroid okrążająca Słońce w ciągu 4,21 lat w średniej odległości 2,61 j.a. Odkryta 27 grudnia 2000 roku.